# Hervé Touré
Hervé Touré (Lione, 25 febbraio 1982) è un ex cestista francese.

## Carriera
Inizia nel 2001 la sua carriera da cestista professionista in patria nel Campionato francese di pallacanestro con l'ASVEL Velleurbanne dove rimane sino al 2005. la seconda parte dell'ultima stagione in Francia la disputa in Belgio con lo Spirou BC Charleroi. Dall'estate del 2005 si trasferisce in Italia approdando alla Scandone Avellino in cui gioca la stagione 2005-06. Quella successiva, 2006-07, la vede indossare prima la maglia dell'Orlandina Basket e poi nella seconda parte di stagione quella dell'Olimpia Milano. Dal 2007 al 2009 indossa la divisa della Pallacanestro Cantù. La stagione 2009-10 la disputa con la Virtus Roma. La stagione 2010-11 la inizia con la Virtus Roma, con cui gioca una sola partita e poi, nel mese di novembre, si trasferisce alla neopromossa Brindisi. Dal 2012, gioca successivamente in Francia, Iran, Libano, Argentina e Venezuela, dove accumulerà i titoli nazionali e internazionali della liga Sud Americana con Guaros de Lara.

## Palmarès
- FIBA Americas League: 1

Guaros de Lara: 2017
- Campionato francese: 1

ASVEL: 2001-02
- Campionati venezuelani: 2

Guaros de Lara: 2017
Liga Sudamericana: 1
Guaros de Lara: 2017